# Mormolyca schweinfurthiana
Mormolyca schweinfurthiana är en orkidéart som beskrevs av Leslie Andrew Garay och Carl Wirth. Mormolyca schweinfurthiana ingår i släktet Mormolyca och familjen orkidéer.
Artens utbredningsområde är Peru. Inga underarter finns listade i Catalogue of Life.